# Fermín López Marín
Fermín López Marín (El Campillo, Huelva, 11 de mayo de 2003) es un futbolista español que juega de centrocampista en el F. C. Barcelona de la Primera División de España.

## Trayectoria
Fermín es un jugador formado en la cantera de El Campillo hasta 2011 y más tarde, en las categorías inferiores del Recreativo de Huelva en la temporada 2011-12 y Real Betis desde 2012 a 2016. En la temporada 2016-17 llegó a La Masía para incorporarse al Infantil "A" del F. C. Barcelona, y fue quemando etapas hasta que la temporada 2021-22 formó parte del Juvenil "A", con el que consiguió el doblete de Liga División de Honor y Copa de Campeones.
Una vez cerrada la etapa formativa, en 2022 renovó su contrato con el F. C. Barcelona por dos temporadas hasta 2024. El 18 de agosto de ese año salió cedido al Linares Deportivo de la Primera Federación española.
Debutó con el primer equipo del Barça en la derrota 5-3 ante el Arsenal F. C. en un partido amistoso. El 29 de julio de 2023 marcó y dio una asistencia en la victoria 3-0 sobre el Real Madrid. Dos meses después hizo su primer tanto oficial en el empate 2-2 con el R. C. D. Mallorca en la Liga. En la Liga de Campeones marcó dos tantos, el último de ellos en la victoria 3-1 sobre la S. S. C. Napoli en octavos de final. En ese momento ya era miembro del primer equipo a todos los efectos. Entre los goles marcados destacó otro al Real Madrid en el Estadio Santiago Bernabéu. En el último partido de la temporada llegó a los 11 tantos, consolidándose como el segundo máximo goleador de la campaña.

## Selección nacional
El 17 de octubre de 2023 hizo su debut con la selección sub-21 de España en un partido de clasificación para la Eurocopa Sub-21 de 2025 ante la selección sub-21 de Kazajistán en el que marcó un gol. El siguiente 5 de junio se estrenó con la absoluta en un amistoso contra Andorra, contribuyendo al triunfo dando una asistencia a Ferran Torres, y dos días después fue convocado para participar en la Eurocopa 2024, en la que contribuyó en un partido y obtuvo el campeonato.
El 22 de junio fue convocado por Santi Denia para los Juegos Olímpicos de París 2024. En el torneo jugó de mediapunta y fue titular en todos los partidos salvo en el último de la fase de grupos, siendo decisivo al anotar seis goles y ser el segundo máximo artillero del campeonato, tras el marroquí Soufiane Rahimi. La selección de fútbol olímpica de España se proclamó campeona, por segunda vez en su historia, tras el oro olímpico logrado 32 años antes en los Juegos Olímpicos de Barcelona 1992. En la final, disputada el 9 de agosto en el estadio Parque de los Príncipes, la selección española se impuso a la anfitriona, Francia, por 3 goles a 5, con dos dianas de Fermín. Con este oro, Fermín es junto a Álex Baena, su compañero de equipo en la selección; y el francés Albert Rust, los únicos jugadores en ganar Eurocopa y oro olímpico en el mismo año.

### Participaciones en Eurocopas
| Copa          | Sede     | Resultado | Partidos | Goles |
| ------------- | -------- | --------- | -------- | ----- |
| Eurocopa 2024 | Alemania | Campeón   | 1        | 0     |

## Estadísticas

### Clubes
Actualizado al último partido disputado el 16 de agosto de 2025.
| Club                             | Div.          | Temporada     | Liga  | Liga  | Liga   | Copas nacionales | Copas nacionales | Copas nacionales | Copas internacionales | Copas internacionales | Copas internacionales | Total | Total | Total  |
| Club                             | Div.          | Temporada     | Part. | Goles | Asist. | Part.            | Goles            | Asist.           | Part.                 | Goles                 | Asist.                | Part. | Goles | Asist. |
| -------------------------------- | ------------- | ------------- | ----- | ----- | ------ | ---------------- | ---------------- | ---------------- | --------------------- | --------------------- | --------------------- | ----- | ----- | ------ |
| Linares Deportivo · España       | 1.ª F         | 2022-23       | 37    | 12    | 4      | 3                | 0                | 0                | ―                     | ―                     | ―                     | 40    | 12    | 4      |
| Linares Deportivo · España       | Total club    | Total club    | 37    | 12    | 4      | 3                | 0                | 0                | 0                     | 0                     | 0                     | 40    | 12    | 4      |
| F. C. Barcelona Atlètic · España | 1.ª F         | 2023-24       | 1     | 0     | 0      | ―                | ―                | ―                | ―                     | ―                     | ―                     | 1     | 0     | 0      |
| F. C. Barcelona Atlètic · España | Total club    | Total club    | 1     | 0     | 0      | 0                | 0                | 0                | 0                     | 0                     | 0                     | 1     | 0     | 0      |
| F. C. Barcelona · España         | 1.ª           | 2023-24       | 31    | 8     | 0      | 3                | 1                | 0                | 8                     | 2                     | 1                     | 42    | 11    | 1      |
| F. C. Barcelona · España         | 1.ª           | 2024-25       | 28    | 6     | 5      | 7                | 1                | 1                | 11                    | 1                     | 5                     | 46    | 8     | 11     |
| F. C. Barcelona · España         | 1.ª           | 2025-26       | 1     | 0     | 0      | 0                | 0                | 0                | 0                     | 0                     | 0                     | 1     | 0     | 0      |
| F. C. Barcelona · España         | Total club    | Total club    | 60    | 14    | 5      | 10               | 2                | 1                | 19                    | 3                     | 6                     | 89    | 19    | 12     |
| Total carrera                    | Total carrera | Total carrera | 98    | 26    | 9      | 13               | 2                | 1                | 19                    | 3                     | 6                     | 130   | 31    | 16     |

## Palmarés

### Títulos nacionales
| Título                     | Club            | País   | Año  |
| -------------------------- | --------------- | ------ | ---- |
| Supercopa de España        | F. C. Barcelona | España | 2025 |
| Copa del Rey               | F. C. Barcelona | España | 2025 |
| Primera División de España | F. C. Barcelona | España | 2025 |

### Títulos internacionales
| Título                    | Selección                    | Sede     | Año  |
| ------------------------- | ---------------------------- | -------- | ---- |
| Eurocopa                  | Selección de España          | Alemania | 2024 |
| Torneo Olímpico de Fútbol | Selección de España (sub-23) | París    | 2024 |